# 東京都警察
もしかして
- 警視庁[注 1]

ではありませんか？